# 板根茜弥
板根 茜弥（いたね あや、1989年5月2日 - ）は、北海道北見市出身の女子競輪選手。日本競輪選手会東京支部所属、ホームバンクは立川競輪場。日本競輪学校（当時。以下、競輪学校）第110期生。師匠は齋藤将弘（64期）。

## 経歴
東京女子体育大学卒。幼少時からスピードスケートを始め、2008年インターハイ女子500m6位入賞、2009年第43回全日本選抜スピードスケート競技大会女子1500m2位となるなど実績を残した。また、スピードスケートと並行して小学校時代には柔道もやっており、全北海道大会で2位に輝いている。大学卒業後、友人から競輪に誘われレースに魅了し競輪選手を志したという。
2013年12月20日、競輪学校第108回技能試験に合格。しかし、第1回学科卒業認定考査をクリアできなかったため第110回生としてやり直した。在校競走成績は6位（20勝）。卒業記念レースは3着。
2016年7月2日、京王閣競輪場でデビューし5着。初勝利は同年7月4日の京王閣競輪場、初優勝は2019年12月8日の立川競輪場で挙げた。
2023年12月10日、立川FIIで4年ぶり、2回目の優勝。
勝利インタビューではいきなり歌を歌いだすこともあるなど、明るさがウリである。